# Paul Kipsiele Koech
Paul Kipsiele Koech (Kenia, 10 de noviembre de 1981) es un atleta keniano, especializado en la prueba de 3000 m obstáculos en la que llegó a ser medallista de bronce olímpico en 2004.

## Carrera deportiva
En los JJ. OO. de Atenas 2004 ganó la medalla de bronce en los 3000 m obstáculos, con un tiempo de 8:06.64 segundos, tras sus compatriotas los también kenianos Ezekiel Kemboi y Brimin Kipruto.